# Einäugigkeit
Einäugigkeit (auch: Monophthalmie, Zyklopie, einseitige Anophthalmie) bedeutet im engeren Sinne das angeborene oder erworbene Fehlen des Augapfels auf einer Seite, im Weiteren auch das Fehlen des Sehvermögens auf einem Auge (funktionelle Einäugigkeit).
Die Folge von Einäugigkeit ist nicht nur eine Einschränkung des Gesichtsfeldes, sondern auch ein Fehlen des dreidimensionalen Sehens durch den Verlust des sogenannten Stereosehens, bei dem die zwei unterschiedlichen Bilder der Augen im Gehirn zu einem dreidimensionalen Bild verarbeitet werden. Je jünger ein Betroffener ist, desto anpassungsfähiger reagiert sein Gehirn auf dieses Manko.

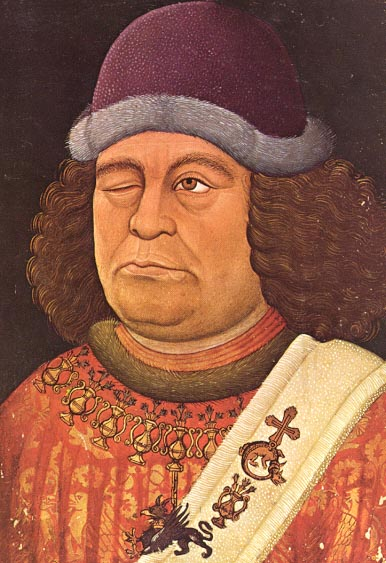
Oswald von Wolkenstein – Porträt aus der Innsbrucker Handschrift von 1432 (Liederhandschrift B)

## Historisch beglaubigte Einäugige
Den Beinamen der Einäugige tragen z. B. Ekbert der Einäugige, Wilhelm I. der Einäugige und Friedrich der Einäugige.
Bekannt ist das Porträt Oswalds von Wolkenstein mit dem geschlossenen rechten Augenlid ebenso wie der einäugige Hitler-Attentäter Stauffenberg.
Philipp von Makedonien, Vater von Alexander dem Großen, war nach einer Kampfverletzung einäugig. Bekannt ist auch der frühere israelische Verteidigungsminister Mosche Dajan, der mit seiner Augenklappe eine bekannte Gestalt der Zeitgeschichte in den 1960er und 1970er Jahren war.

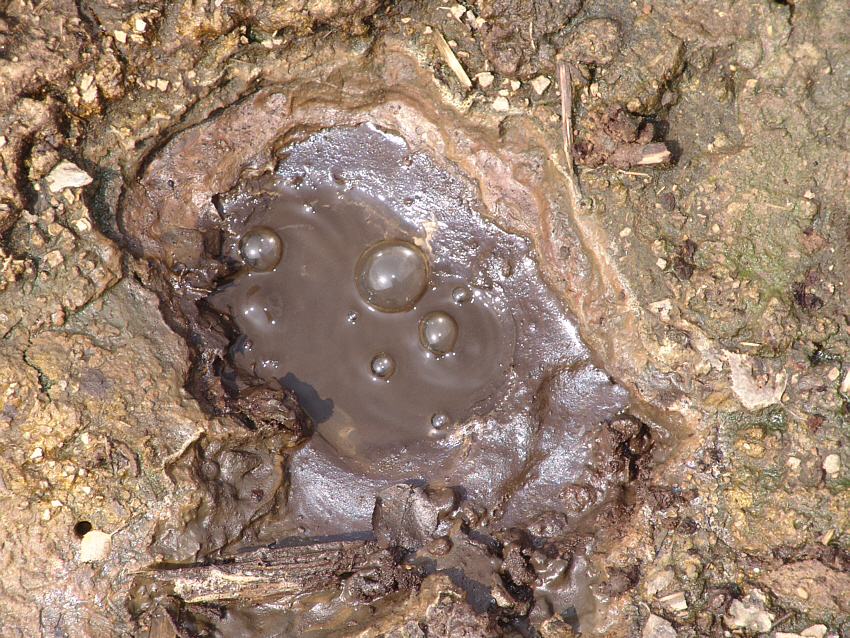
Eine Mofette – Ursprung der Idee der Blendung Polyphems?

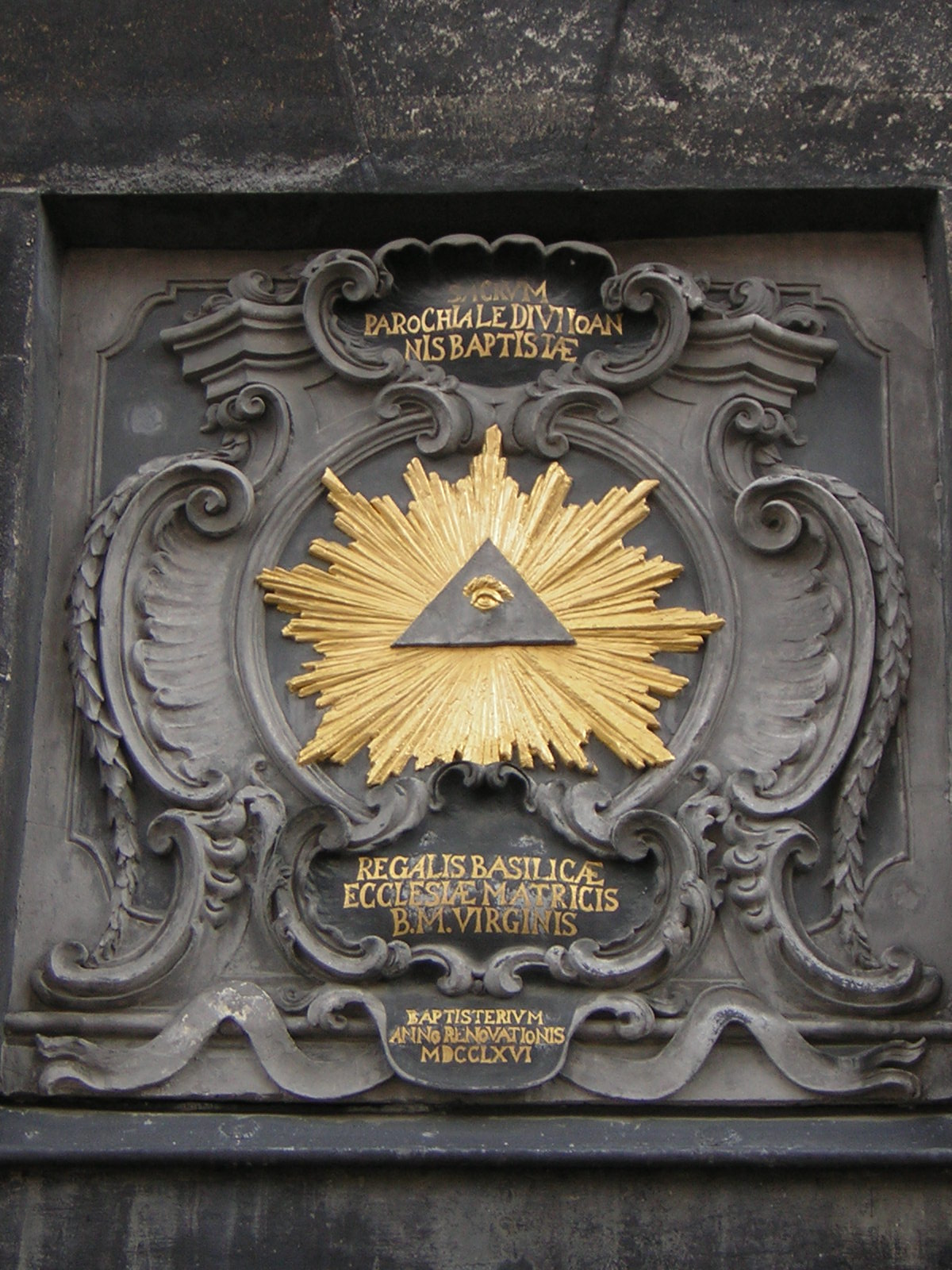
Gottes allsehendes Auge. Das Dreieck symbolisiert die Trinität

## Einäugige in der Mythologie und Religion
Neben den Graien, den drei (oder nach anderen Überlieferungen zwei) als Greisinnen geborenen Schwestern, die zusammen nur ein Auge und einen Zahn besitzen, sind sicher die Kyklopen und unter diesen v. a. der von Odysseus geblendete Polyphem die bekanntesten einäugigen mythologischen Gestalten.
Die Bezeichnung „Kyklop“ ist etymologisch allerdings zunächst nicht als Einauge, sondern als Kreis- oder evtl. auch als Zentralauge zu deuten. Antike Darstellungen der Blendung des Polyphem zeigen ganz unterschiedliche Lösungen. Vasenmalereien aus archaischer Zeit stellen Menschen und menschenähnliche Gestalten grundsätzlich im Profil, deren Augen aber von vorne gesehen dar. So entsteht für den heutigen Betrachter der Eindruck, Polyphem sei hier eigentlich mit zwei Augen versehen – möglicherweise haben die Schöpfer und einstigen Betrachter dieser Malereien dies jedoch ganz anders gesehen. Andere Malereien und vor allem plastische Darstellungen zeigen Polyphem entweder mit einem einzigen, auf der Nasenwurzel angesiedelten Auge, oder auch mit einem zentralen offenen Auge auf der Stirn und zwei geschlossenen, blinden Augen in den Augenhöhlen. Eindeutig geht jedoch auf alle Fälle aus dem Text der Odyssee hervor, dass die Zerstörung nur eines Auges bei Polyphem zu völliger Blindheit führt. (Über die Ursprünge dieses Mythos gibt es verschiedene Theorien. So wurde etwa die Behauptung aufgestellt, die ersten Erzähler seien durch Elefantenschädelfunde inspiriert worden und hätten fälschlicherweise die große Nasenöffnung dieser Schädel für eine riesige Augenhöhle gehalten. Auch Mofetten werden als Ausgangspunkt der Polyphemidee diskutiert. Die Blendungsszene in der Odyssee ist sehr drastisch dargestellt und arbeitet mit Vergleichen, die insbesondere das Zischen und Brodeln des zerstörten, flüssigen Augapfels um den glühenden Pfahl beschreiben. Hier könnte tatsächlich eine ätiologische Erzählung, die die Herkunft der Mofetten zu erklären sucht, vorliegen.)
Weiter sind hier der keltische Hauptgott Lugh, den die Römer mit Mercurius gleichsetzten, und Odin zu nennen. Lugh und Odin hat man sich als finstere einäugige Gestalten, begleitet von Raben und Wölfen, vorzustellen. Beide haben sie, wie Mercurius, die Aufgabe, die Toten ins Totenreich zu geleiten. Auch Hagen von Tronje zeichnet eine Verletzung. Laut der Thidreksaga hat Hagen als junger Mann im Kampf mit Walther ein Auge verloren; im Waltharius (1395–1398) wird ihm in diesem Kampf die Lippe gespalten, außerdem werden ihm sechs Backenzähne ausgerissen und dazu das Auge zerschlagen. Im Nibelungenlied wird Hagen beschrieben als schwarzhaarig, mit buschigen Brauen, großer Nase und einem schwarzen Auge, was ihm einen grimmigen Anblick verlieh.
Während bei all diesen Gestalten die Einäugigkeit als bedrohlich und abschreckend empfunden wird, ist die Vorstellung vom allsehenden Auge Gottes im christlichen Gedankengut, das seit der Barockzeit häufig im Bild dargestellt wird, nicht negativ besetzt. Auch das ägyptische Horusauge wird mit positiven Eigenschaften wie Allwissenheit, Weitsicht, Unverletzbarkeit und ewiger Fruchtbarkeit belegt.

## Einäugige im Märchen, Sprichwörtern und Redewendungen
Deutliche Reminiszenzen an die Polyphemerzählung weist das polnische Märchen Die einäugige Not auf. Drei Brüder, denen es gut geht, ziehen aus, um die Not zu suchen. Sie finden sie in Gestalt einer einäugigen alten Frau – sie trägt ihr einziges Auge auf der Stirn – in einer Hütte im Wald. Zwei der Brüder werden gleich von ihr erwürgt, der dritte kann sie zunächst mit Gesang und dann mit einer List aufhalten. Er behauptet, als Schmied könne er ihr ein zweites Auge verschaffen, und brennt ihr mit einem Schürhaken das einzige Auge aus. Dann flieht er wie Odysseus mit Hilfe eines Hammels. Doch ebenfalls wie Odysseus kann er sich dann, der Gefahr schon entronnen, nicht bezwingen und lässt ein triumphierendes Lachen hören. Nun überlistet ihn die Not und behauptet, im Wald sei auf einem Baum ein goldener Schlüssel zu finden, der ihm viel Nutzen bringen könne. Der Schmied erklettert den Baum, doch seine Hand wächst an dem Schlüssel an. Da die Not ihm bereits wieder bedrohlich nahekommt, rettet er sich, indem er sich den eigenen Arm amputiert, so dass er in Zukunft, seiner Arbeitsmöglichkeit beraubt, tatsächlich die wahre Not kennenlernen muss. Dieses Märchen ist zugleich ein Erklärungsversuch dafür, dass die Not offenbar wahllos und nicht nach Verdienst die Menschen überkommt oder auch nicht – sie kann sich wegen ihrer Blindheit ja kein Urteil bilden. Ähnliche Beweggründe, aber einen positiven Hintergrund hat die Darstellung der Justitia als Blinde: Sie soll ohne Ansehen der Person objektiv richten.
Auch in Grimms Märchen Einäuglein, Zweiäuglein und Dreiäuglein wird die Ein- bzw. Dreiäugigkeit (Abweichung vom klaren Blick) als Missgestalt und Quelle des Neides und der daraus resultierenden allgemeinen Bosheit dargestellt.
Bekannt ist die Redewendung Unter Blinden ist der Einäugige König. Sie bedeutet, dass unter lauter Schlechten der Mittelmäßige oder am wenigsten Schlechte mangels Besserer als Bester anerkannt wird.
Mit der Redewendung ein Auge zudrücken ist etwas nicht so genau nehmen, Nachsicht üben gemeint.
Ein Auge auf etwas werfen bedeutet dagegen sich für etwas interessieren.

## Einäugigkeit in der Literatur
Einäugigkeit findet in der Literatur eine ambivalente Bewertung. In der Überlieferung der Bibel gilt das Auge als Sitz der Sinnesfreude und der Begierden. Hier kann der metaphorische Verlust eines Auges (oder eines anderen Ärgernis stiftenden Körperorgans) u. U. als moralisch gelten, da er gleichsam das "geringere Übel" darstellt.
„Und wenn dir dein Auge ein Ärgernis gibt, reiße es aus! Es ist besser für dich, mit einem Auge in das Reich Gottes einzugehen, als mit zwei Augen in die Gehenna geworfen zu werden.“ (Markus 9,47)
Diese rhetorisch provozierende Forderung erfuhr freilich alsbald die Engführung eines Kampfes allein gegen sexuelle Begierden. Der Kirchenvater Origenes folgte dieser Aufforderung in einer überaus geradlinigen Interpretation, indem er sich entmannte. Spätere Exempel verklären die Keuschheit eine Nonne, die – von einem Fürsten wegen ihrer schönen Augen begehrt – sich selbst die Augen ausstach und ihm zusandte (bei Jacques de Vitry). Folgerichtig erklärt denn auch Freud, der sich dabei auf die Erzählung Der Sandmann von E. T. A. Hoffmann stützt, die Angst vor dem Verlust des Augenlichts als versteckte Kastrationsangst.
Eine antike Weihinschrift aus dem Asklepiosheiligtum von Epidauros erzählt, dass eine gewisse Ambrosia aus Athen – sie wird als monops, also eigentlich wirklich einäugig, bezeichnet, hat aber offenbar noch ihren Augapfel – zwar das Heiligtum aufgesucht, aber über die Heilungsberichte, die dort zu lesen waren, gespottet habe. Dennoch habe sie sich in das Abaton begeben und dann geträumt, Asklepios schlitze ihr das kranke Auge auf und streue ein Heilmittel hinein. Nach dem Aufwachen sei sie gesund gewesen und habe zum Dank ein silbernes Schwein gestiftet. Solche Heilungsberichte, deren es in Epidauros viele gibt, waren in der Antike weit verbreitet. Sie sollten offenbar die Menschen in ihrem Glauben bestärken, wobei zum anderen die Erwähnung des silbernen Schweins im vorliegenden Bericht an die Opferfreudigkeit der Besucher des Heiligtums appelliert.
Da Einäugigkeit offenbar als Folge von Kriegsverletzungen oder Arbeitsunfällen recht häufig auftrat, finden sich auch in der erzählenden Literatur bis ins zwanzigste Jahrhundert zahlreiche einäugige Gestalten, so etwa der adlige Held aus der Schlacht bei Reichshoffen in Marcel Pagnols Jugenderinnerungen oder der durch einen Unfall in der Werkstatt einseitig erblindete Mann in Fontanes Irrungen, Wirrungen.
In Otfried Preußlers Krabat spielt die Einäugigkeit dagegen als Attribut des mit dem Teufel verbündeten Meisters eine zentrale Rolle.
Wahrscheinlich aufgrund verbesserter Vorsichtsmaßnahmen und fortgeschrittener medizinischer bzw. pro- oder epithetischer Versorgung treten Einäugige heute nicht mehr allzu häufig in literarischen Werken auf, wohl aber in Comics und Cartoons. Bekannt ist der klischeegerecht eine Augenklappe tragende Seeräuberkapitän aus den Asterixbänden – in einer Szene zeigt sich allerdings, dass unter der Augenklappe ein normal aussehendes und möglicherweise auch normal sehendes Auge versteckt ist. In Zeichentrickfilmen hat Mr. Bean häufig mit einer recht kratzbürstigen einäugigen Katze zu tun.

## „Einäugige“ Technik
Bekannt ist die einäugige Spiegelreflexkamera, die nach dem Prinzip des SLR (single lens reflex) arbeitet – das heißt, der Fotografierende sieht im Sucher genau das, was auch die Kamera „sieht“.